# Chaimaa Boukharsa
Chaimaa Boukharsa (Marruecos, siglo XX) es una filóloga, comunicadora y activista decolonial marroquí, licenciada en Estudios Árabes e Islámicos, especializada en igualdad de género y diversidad cultural. Fue una de las cofundadoras del medio de comunicación Afrocolectiva.

## Trayectoria
Boukharsa se licenció en Estudios Árabes e Islámicos, y tesis en Feminismos Islámicos, en la Universidad de Granada. También cursó un máster universitario en Diversidad Cultural. Compitió en taekwondo con el equipo de la Universidad de Sevilla.
Fue una de las co-fundadoras del colectivo y medio de comunicación Afrocolectiva, creado para dar visibilidad a las mujeres afrodescendientes en España. En 2021, inició su divulgación en redes sociales a raíz de que no le permitieran entrar a una mezquita en Melilla el día de Eid al-Adha por ser mujer.
Ha colaborado con la revista antirracista española Afroféminas y en otros medios de comunicación como Maldita.es o El Salto para abordar temas relacionados con el racismo, el islamismo o la migración árabe. En 2023, con motivo de las celebraciones por el Día Internacional de la Mujer, Boukharsa y Esther Mayoko Ortega fueron las protagonistas de un programa especial sobre antirracismo de El Salto. También ha sido voz experta en feminismo musulmán en varios pódcast, como Punto de Encuentro de Isaac Palomares, Yo también, o el ganador del Premio Ondas, Saldremos Mejores.
En 2024, fue jurado del Festival de Cine Africano de Tarifa-Tánger junto al poeta y responsable de la Filmoteca de Andalucía, Pablo García Casado, y la productora Agus Jiménez. En el marco de dicho certamen, participó junto a la también activista Melaza en la 12ª edición del foro El árbol de la palabras, patrocinado por la Agencia Española de Cooperación Internacional para el Desarrollo.
Como activista, Boukharsa ha impartido y participado en varios cursos, talleres y ponencias sobre diversidad cultural, feminismos, decolonialidad e islamofobia en instituciones como la Universidad de Sevilla y Universidad de Granada, o el Ateneo Barcelonés, el Ayuntamiento de Barcelona y la Diputación Provincial de Barcelona.

## Reconocimientos
En 2018, ganó la medalla de bronce en taekwondo en los Campeonatos de España Universitarios. En 2022, recogió el Premio ODA a la Mejor creación en nuevos medios como cofundadora de Afrocolectiva, medio ganador de esa edición.
En marzo de 2023, estuvo nominada al Premio Antirracista sin peros de la I Edición de los Premios Linces Moradas, impulsado por el Instituto República & Democracia. En 2024, su medio Afrocolectiva fue galardonado en los Premios Desalambre promovidos por ElDiario.es.

## Publicaciones
- 2021: Mujer racializada e inmigrante en España. Publicación Tribuna Violeta. Comisión Obrera de Ceuta